# 制旻
制旻（越南语：／；？—1307年）即闍耶僧伽跋摩三世（Jayasimhavarman III），《元史》中寫作孛由補剌者吾。占城後十二王朝第四代國王。
制旻在位期間，蒙古帝國正在崛起，並不斷對外擴張，威脅鄰國。1282年，忽必烈試圖通過向安南、占城借道以攻擊爪哇，但兩國都拒絕了這一要求。同年11月，元朝設置占城行省並遣軍至占城，制旻據守木城對抗元軍。次年，元將陳仲達、劉金攻佔木城，制旻棄其都城逃亡山中，隨後向元軍投降。1284年，元朝撤兵，制旻率軍追擊元軍。1285年，元朝再遣五十萬大軍南下討伐安南和占城，但未能成功。
安南君主陳英宗為了結好占城，於1306年將其妹玄珍公主嫁給制旻。作為聘禮，安南得到了占城的烏、里二州（今廣平省、廣治省及承天順化省）。次年制旻逝世。玄珍公主沒有遵循占城人的薩蒂習俗，而是回到了安南。這使占城人感到恥辱，並引發了後來占越之間的戰爭。